# Bottenån

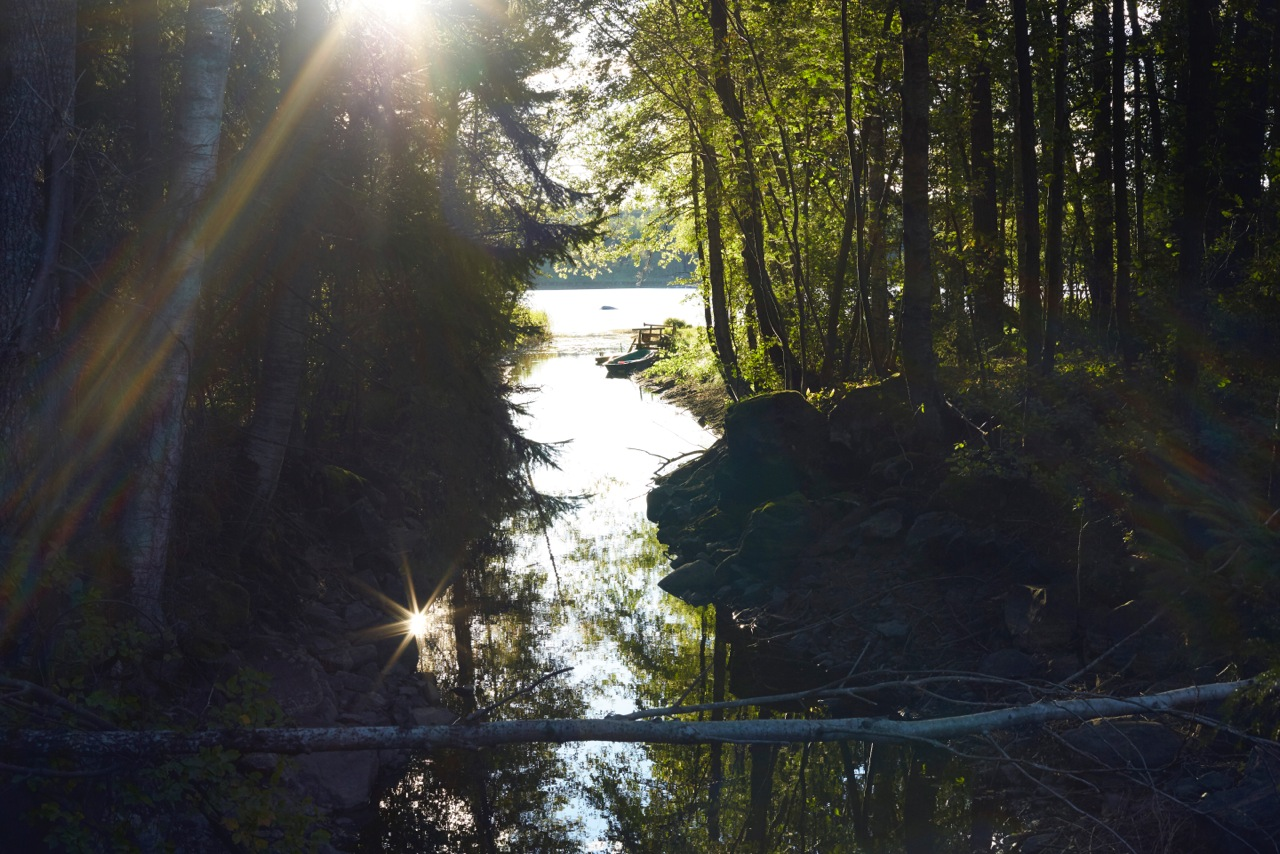
Bottenån med tillrinning från Storsjön

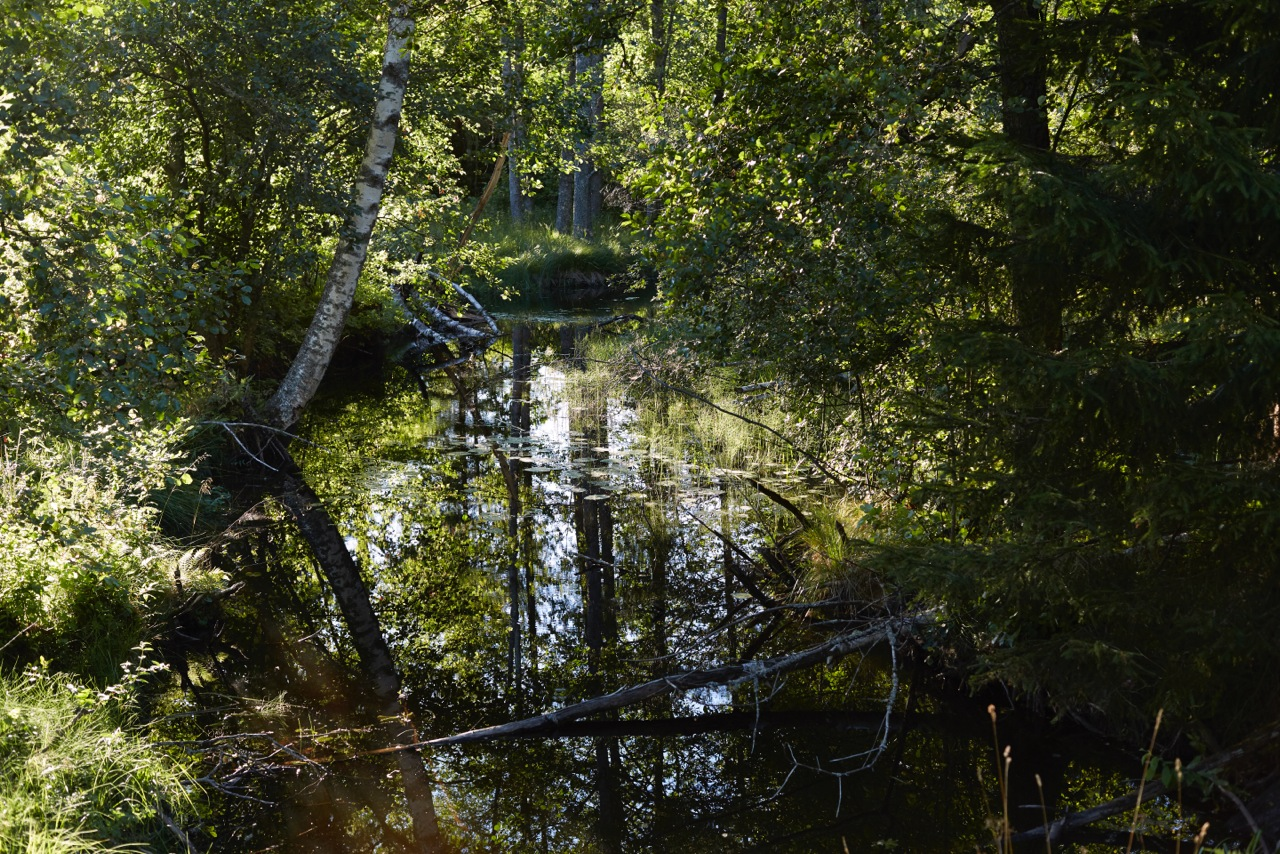
Bottenån med strandkant, Östergötland

Bottenån, Östergötland är ett vattendrag i Sverige.
Bottenån är en å belägen strax norr om Regna i skogsbygden i Finspångs kommun i norra delen av Östergötland. Bottenån är ett anslutande vattendrag till Storsjön. I höjd med Sofiekvarn övergår Bottenån i Göntorpsån. Tillflödet till Ålsjön sker genom Göntorpsån. Utflödet från Ålsjön sker sedan genom Regnaholmsån till Regnaren.
Bottenån är en regionalt värdefull sötvattenmiljö och vattendraget är ovanligt lite fysiskt påverkat. Botten domineras av sand men det finns också ett påtagligt inslag av sten, grus och block. Bottenån ingår i Nyköpingsåns avrinningsområde som hör till Norra Östersjöns vattendistrikt. Närmiljön består av skog med trädslag som al, hägg, björk, gran, rönn och asp.
Värt att notera är den stora mängden vanlig groda, åkergroda och padda som huserar längs ån. De avsnörda meanderslingorna och andra småvatten längs ån som saknar fisk utgör en utmärkt miljö för groddjurens lek och äggläggning. I de översta delarna av ån kan man påträffa yngel även i själva ån.
I Bottenån finns lämningar med vissa kulturhistoriska värden. Vid Storsjön finns en kvarnruin och även vid Sofiekvarn finns resterna av en kvarnbyggnad.